# Deutsche Waffen und Munitionsfabriken

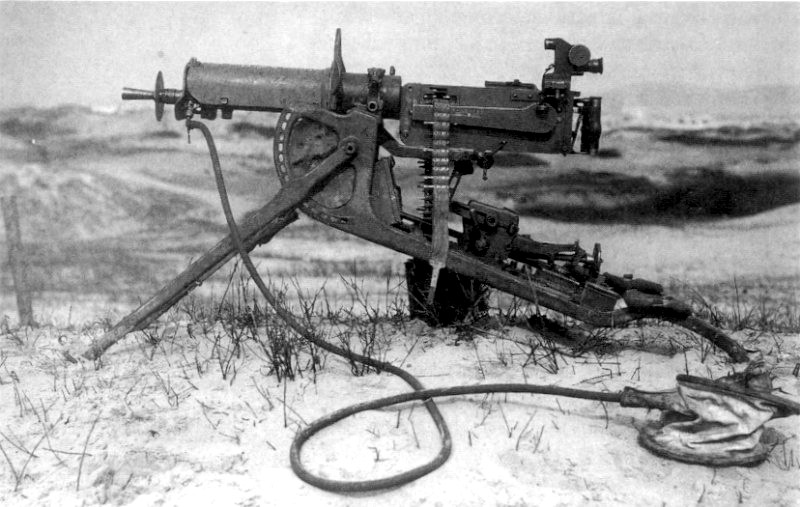
Кулемет MG08.

Deutsche Waffen- und Munitionsfabriken Aktien-Gesellschaft (відкрита публічна компанія з обмеженою відповідальністю Німецька компанія з виробництва Зброї та Боєприпасів), відома як DWM, була збройною компанією Німецької Імперії створена у 1896 коли Ludwig Loewe & Company об'єднала свої виробництва зброї та боєприпасів у одну компанію. У 1896 Loewe створило Deutsche Waffen- und Munitionsfabriken зі збройною фабрикою у Карлсруе (Баден), раніше Deutsche Metallpatronenfabrik Lorenz, та військова фабрика у Берліні. Акції які мав Loewe у інших збройних виробництвах та виробництвах боєприпасів були переведені до DWM. Вони склали Waffenfabrik Mauser, Fabrique Nationale d'Armes de Guerre (FN) у Бельгії та Waffen- und Munitionsfabrik A.G. у Будапешті. DWM була організована Ісідором Льове (1848—1910), тому що його брат Людвиг помер у 1886. Карл Майбах (який входив до компанії Майбах) був найнятий Льове у 1901.

## Ручна зброя
На початку 1900-х років DWM представило пістолет Парабелум ('пістолет Люгера'). Він був створений Георгом Люгером та Гуґо Борхардтом. DWM виробляли кулемети Maschinengewehr 01 та Maschinengewehr 08, ліцензійні версії/переробки кулемета Максима. Кулемет MG08 став основним німецьким кулеметом Першої світової війни, поряд з авіаційним кулеметом повітряного охолодження Parabellum MG 14/17. Крім того, що компанія була одним з основних постачальників зброї у Імперській Німеччині, вона також була передовою компанією з виробництва ручної зброї. Також вони постачали на світовий ринок (загалом до Латинської Америки) гвинтівки системи Маузера, тим самим стаючи одним зі світових виробників зброї. З огляду на те, що гвинтівки Маузера були одним з основних статей експорту Німеччини напередодні війни, DWM довела, що вона є однією з важливих частин німецької передвоєнної економіки. Багато зброї використовували німецькі солдати за часів Другої світової війни.
DWM мала власну систем кодування набоїв і навіть тепер код «DWM» з трьох чисел важливий у визначенні старовинних боєприпасів. Крім того гільзи DWM не мають назв калібрів.

## Злиття та зміни назв
У 1929 році DWM було поглинута Quandt Group. У цей момент закінчилася історія компанії яка була створена Льове. Компанія Ludwig Loewe & Company об'єдналася з 'Gesellschaft für Elektrische Unternehmungen' у 1929.
Після Першої світової війни DWM змінила багато назв. DWM було заборонено виробляти продукцію військового призначення після війни (хоча вони продовжували вести секретні розробки у малому масштабі). Перша зміна назви відбулася у 1922 році на BKIW (Berlin-Karlsruher Industriewerke or 'Berkawerke'). Після націонал-соціалістського перевороту у Німеччині до назви додали 'vormals Deutsche -Waffen und Munitionsfabriken' (колишня DWM) у 1933. у 1936 DWM отримала стару назву.
У період з 1940 до 1945, сімейство фабрик Quandt — AFA та Deutsche Waffen-und Munitionsfabriken — були укомплектовані більше ніж 50,000 цивільних робочих, полоненими та робітниками з концтаборів. Фільм, «The Silence of the Quandts», дає критичний огляд їх військової діяльності. Нюрнберзький процес ніяк не вплинув на роботу.

## Deutsche Waggon- und Maschinenfabriken
У 1950-х Берлінська гілка компанії отримала назву 'Deutsche Waggon- und Maschinenfabriken GmbH', але до сих пір використовує оригінальний логотип DWM. Нова назва говорить про те, що після війни Берлінська гілка перейшла на відновлення і будівництво залізничного та громадського транспортного обладнання. Берлінська гілка стала Waggon Union (Союзом Вагонів), виробником залізничних вагонів і корпусів автобусів.

## Industriewerke Karlsruhe
У Карлсруе гілка змінила назву на «IWK» або «Industriewerke Karlsruhe» і об'єдналася з основою компанією у Аугсбурзі, утворивши «IWKA» або «Industriewerke Karlsruhe Augsburg» у 1970. у 2007 ця компанія переїхала до Аугсбурга і змінила назву на KUKA, перша назва компанії у Аугсбурзі, скорочення від нім. Keller und Knappich Augsburg.

## Anheuser-Busch
Після злиття у 1929 році з Quandt Group голові DWM, барону Полю фон Гонтарду, було запропоновано піти у відставку. Поль фон Гонтард одружився з Кларою Буш, дочкою американського пивовара німецького походження Адольфуса Буша у 1895  [Архівовано 11 листопада 2012 у Wayback Machine.] і переїхав до своєї дружини до Америки, був запрошений до компанії Anheuser-Busch.